# VV Sneek Wit Zwart

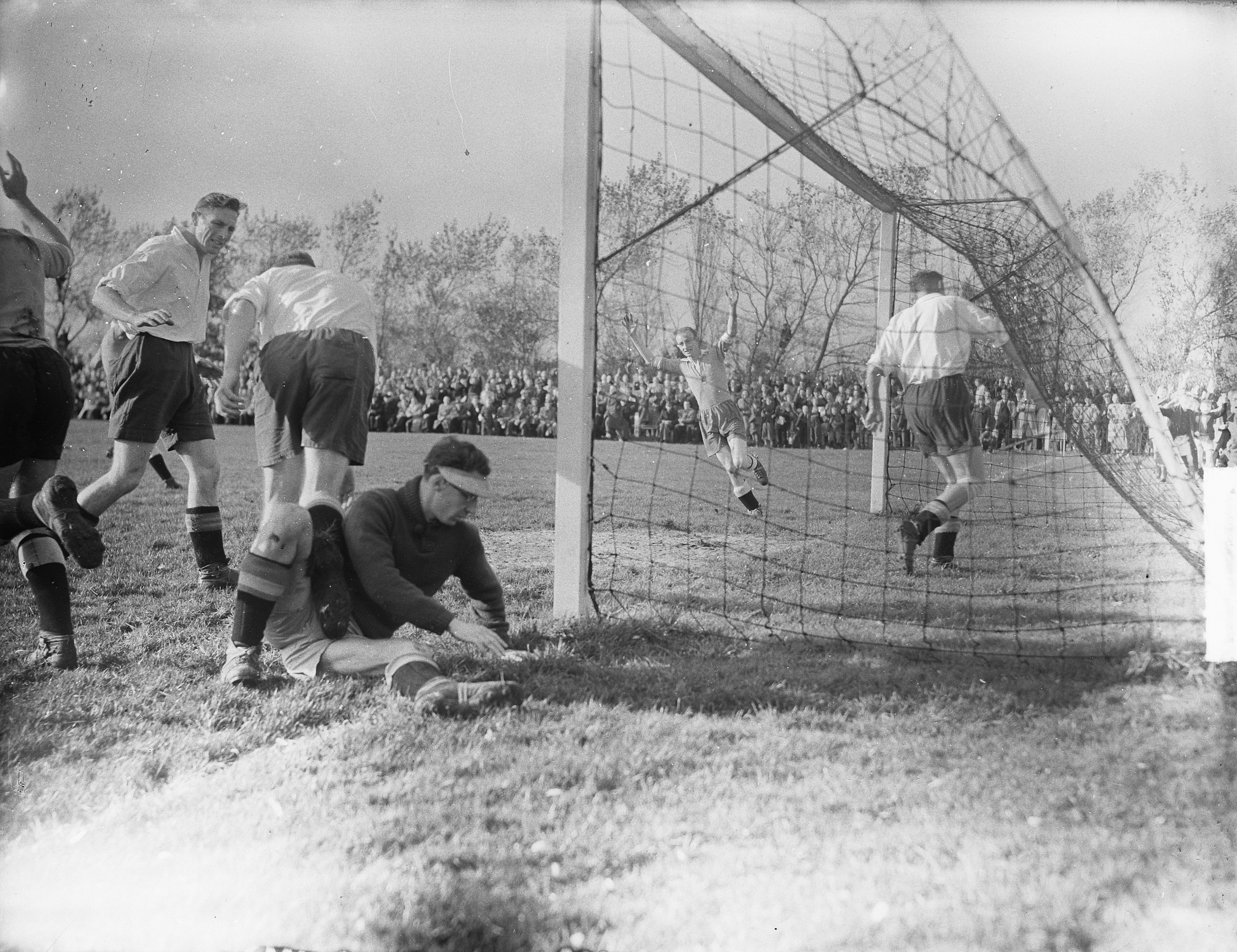
Sneek tegen Be Quick (2-1), 21 oktober 1950

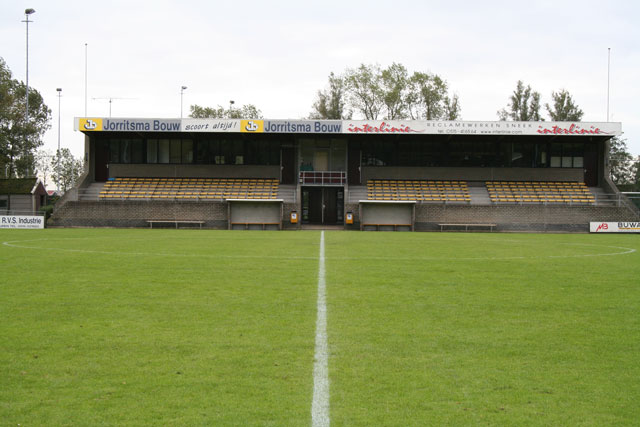
Blik op de tribune van het stadion (2007).

VV Sneek Wit Zwart is een voetbalclub uit Sneek in de Nederlandse provincie Friesland die in 2008 in de huidige vorm is ontstaan na het fuseren van VV Sneek en Wit Zwart Sneek. Het eerste zaterdagelftal speelt in de Derde klasse (seizoen 2021/22), het eerste zondagelftal kwam tot 2020 uit in de Eerste klasse. In 1970 werd de club kampioen van Nederland.

## Clubhistorie

### Quick (1910-1914)
Voetbalvereniging Sneek werd opgericht op 26 november 1910 door Piet van der Baan, Herman van der Horst en Sjoerd Jaasma onder de naam Quick. Doordat deze drie arbeiderskinderen waren, mochten zij niet spelen bij Lycurgus Sparta Combinatie, de enige voetbalclub die Sneek op dat moment rijk was. L.S.C. was de club voor mensen van burgerlijke komaf, waardoor de bovengenoemde mannen besloten om hun eigen club op te richten.
In de eerste jaren van het bestaan van de club werden er alleen oefenwedstrijden gespeeld. In 1912 sluit Brunio zich aan bij Quick en wordt de naam gewijzigd in Rood-Blauw. In het eerste seizoen dat Rood-Blauw in competitieverband deelnam, werd het al kampioen (in de 3e klasse van de Friesche Voetbalbond).

### Sneek (1914-2008)
In 1914 wordt de verenigingsnaam opnieuw gewijzigd in VV Sneek. In 1918 wordt ook Sparta ingelijfd en in 1922 worden ook de leden van Voorwaarts opgenomen. De mobilisatiejaren rond de Eerste Wereldoorlog (1914-1918) waren ook voor VV Sneek erg moeilijk. Meermaals hing haar bestaan aan een zijden draad. Er kon echter niet voorkomen worden dat de vereniging zich eenmalig, in 1917, moest terugtrekken uit de competitie. In 1922 wordt de club kampioen in de tweede klasse. Ook in 1925, 1926 en 1928 wordt men kampioen, maar alle promotiewedstrijden worden verloren.
Op 8 mei 1932 promoveert de club naar de toenmalige hoogste klasse van het amateurvoetbal na een 3-0-overwinning op Noordster. Na omzwervingen door de stad Sneek werd op 12 september 1937 het sportterrein aan de Lemmerweg in gebruik genomen. De openingswedstrijd op De Appelhof, de eerste naam van het park, werd gespeeld tegen AFC uit Amsterdam.

##### Tweede Wereldoorlog
Ten tijde van de Tweede Wereldoorlog waren de moeilijkheden om elftallen in het veld te brengen zeer groot. Door deportatie en onderduiken van spelers, konden er beperkt elftallen gevormd worden. Het gevolg was dat enige jaren onder aan de ranglijst werden doorgebracht, maar dankzij de noodcompetitie werd degradatie voorkomen. De vereniging verloor één lid tijdens de oorlog, te weten Jakob (Jappie) De Haan. Hij overleed in gevangenschap in Lorient (Frankrijk) op 22 mei 1941. Zijn graf bevindt zich op het Nederlands ereveld Orry-la-Ville nabij Parijs.

##### Landskampioenschap 1970
Het verblijf in de Hoofdklasse duurt tot de invoering van het semiprofessioneel voetbal in het seizoen 1955/1956. De vereniging kiest ervoor om een amateurclub te blijven en het eerste team komt vanaf dat moment uit in de 2e klasse. De eind jaren 60 zijn de meest succesvolle tijden in de geschiedenis van de vereniging. In 1966/1967 wordt Sneek kampioen in de 1e Klasse C. In de strijd om het algehele landskampioenschap komt men net tekort tegen AFC Amsterdam. Hoogtepunt uit de clubhistorie is het algehele landskampioenschap voor amateurs in het seizoen 1969/70 (ook in de 1e klasse C). Over twee duels werd SHO (19 augustus 1970: SHO – Sneek; 0-1 penalty Gerrit Abma, 1-1 De Groot, 1-2 Westerhof en 25 augustus 1970: Sneek – SHO; 0-1 Van Bennekom, 1-1 Anno Abma, 2-1 Gerrit Abma en 3-1 Veluwenkamp) verslagen voor het oog van in totaal bijna 5.000 toeschouwers (2.300 in Oud Beijerland, 2.500 in Sneek).
Vanaf het seizoen 1974/75 roept de KNVB de Hoofdklasse (alleen voor zondagsclubs) in het leven. Voetbalvereniging Sneek is er vanaf het allereerste seizoen bij, maar nu onder de naam 'Hubert Sneek'. W. Hubert & Co. was vanaf het seizoen 1974/75 tot en met het seizoen 1989/90 hoofd- en shirtsponsor van de voetbalvereniging. Hierna heeft de vereniging verschillende (sponsor)namen gehad, waaronder 'Sneek/Hovis' en 'Sneek/BP'.
Rond het jaar 2000 stond de club op het randje van faillissement. De gemeente Sneek was bereid financieel bij te springen, zonder die steun had voetbalvereniging Sneek nu niet meer bestaan.

### Sneek Wit Zwart (2008-heden)

#### Fusie met Wit Zwart Sneek
Vooruitlopend op een eventuele fusie werkten de jeugdafdelingen van VV Sneek en WZS al intensief samen. Met ingang van het seizoen 2005/06 speelden de A-, B- en C-junioren al samen onder de naam Sneek/Wit Zwart Combinatie. Per 1 juli 2008 zijn beide verenigingen gefuseerd en gingen verder onder de naam VV Sneek Wit Zwart.
In 2010 vierde Sneek Wit Zwart op grootse wijze haar 100-jarig jubileum, de club houdt al sinds de eerste fusies de allereerste oprichtingsdatum van de vereniging aan. In datzelfde jaar won het eerste elftal voor de tweede keer de Noordelijke districtsbeker. In het seizoen 2010/11 volgde Johan Groote trainer Inne Schotanus op. Groote kwam van SC Cambuur, waar hij als hoofd jeugdopleidingen werkzaam was. Tegelijkertijd werd oud-speler en Mister Cambuur Johan Abma als assistent vastgelegd, hij vervult die functie tot op heden.

#### SWZ Boso Sneek
In het seizoen 2011/12 ging de club een naamskoppeling aan waardoor het uitkomt onder de naam VV SWZ Boso Sneek, iets wat eerder was gebeurd met oliemaatschappijen Hovis en BP en daarvoor nog, in het seizoen 1989/90, met machinefabriek W. Hubert & Co.. Op 13 mei 2012 won Sneek Wit Zwart haar kampioenswedstrijd in de Hoofdklasse C op eigen veld met 2-0 van Alcides. Groote en zijn ploeg promoveerde hierop direct naar de Topklasse. Op 1 november 2012 kwam Sneek Wit Zwart uit in de achtste finales van de landelijke KNVB Beker. AZ, van voormalig Sneek-speler Toon Gerbrands, kwam in deze wedstrijd op 1-4. De enige Sneker tegentreffer was van Mark Homme van der Veen, hierdoor werd het team uitgeschakeld.
Het verblijf in de Topklasse bleek van korte duur, drie wedstrijden voor het einde van de competitie degradeerde de club. Sneek Wit Zwart bereikte in datzelfde seizoen wel de halve finale van de districtsbeker, waarin het op 16 april uitkwam tegen Harkemase Boys (1-1, v.n.s. 2-3). Sedert het seizoen 2013-2014 komt de vereniging terug uit in de Hoofdklasse C. Dat jaar wordt Berry Zandink aangesteld als nieuwe trainer. In 2015-2016 komt de club opnieuw op het hoogste amateurniveau uit na een 6-0 winst op MSC, om aan het einde van dat seizoen opnieuw, na nacompetitie, te degraderen naar de Hoofdklasse. Begin 2017 maakt de club bekend dat Germ de Jong de vervanger wordt van Zandink, die naar MSC Meppel vertrekt.
Van 2015 tot 2018 is Sneek Wit Zwart een partnerclub van Eredivisionist sc Heerenveen. In 2017 gaat de vereniging een samenwerkingsverband aan met stadsgenoot ONS Sneek, onder meer op commercieel gebied. Daarnaast kiezen de leden van de club op een Bijzondere Algemene Ledenvergadering voor een gezamenlijke topsportlocatie op het huidige Sneek Wit Zwart-terrein. De gemeenteraad van Súdwest-Fryslân is eveneens voorstander van dit plan en werkt een voorkeursontwerp uit. In januari 2019 wordt bekend dat de samengang van de verenigingen niet doorgaat, omdat ONS Sneek niet wil verhuizen naar het sportpark van Sneek Wit Zwart. Ook het samenwerkingsverband en de samenwerkingsorganisatie SVO Sneek, die beide clubs hebben op opgericht op het gebied van vrouwenvoetbal, eindigt in dat jaar na twee seizoenen te bestaan omdat ONS Sneek volgens de club onvoldoende leden en kaderinzet levert. In 2020 wordt het seizoen voortijdig beëindigd in verband met de coronacrisis. SWZ Boso Sneek stond op dat moment bovenaan in de Eerste klasse, maar wordt niet gekroond tot kampioen. Hoofdtrainer Germ de Jong stopt en wordt met ingang van het seizoen 2020-2021 opgevolgd door Hans de Jong.

#### Focus op zaterdag
In juni 2020 eindigt de sponsorovereenkomst met Boso en stopt de commerciële naamkoppeling, waardoor de club vanaf het seizoen 2020-21 weer speelt onder de naam VV Sneek Wit Zwart. Op de Algemene Ledenvergadering van 7 november 2020 kiezen de leden voor de focus op het eerste zaterdagelftal, waardoor vanaf het seizoen 2021-22 een prestatiesport meer zal worden bedreven op zondag. In diezelfde vergadering werd Michel Rietman verkozen tot nieuwe voorzitter en wordt besloten de leden van VV Black Boys op te nemen. Eerder stemden de leden van Black Boys al voor een volledige overstap, die in 2021 plaatsvindt. De naam Black Boys zal binnen Sneek Wit Zwart zichtbaar blijven tot 2023-24, waarna Black Boys het 100-jarig bestaan viert en zal ophouden te bestaan.
De seizoenen 2019-20 en 2020-21 werden niet volledig uitgespeeld als gevolg van de coronapandemie. In beide jaargangen stond het eerste elftal bovenaan de competitie en kon er niet gepromoveerd worden. In mei 2022 maakte Rietman bekend de voorzittershamer neer te leggen, omdat hij wethouder werd in de gemeente Súdwest-Fryslân. In 2022 werd het eerste elftal alsnog kampioen, waardoor men met ingang van het seizoen 2022-23 uitkomt in de tweede klasse. Tevens werd dat jaar, eveneens na twee jaar uitstel, de eerste editie van het Sherida Spitse-toernooi voor meidenvoetbal georganiseerd. Het toernooi draagt de naam van Oranje-international Sherida Spitse, die haar voetballoopbaan bij V.V. Sneek begon.

## Stamboom
|                     |                     |                     |                     |                     |                     |  |  | Quick (opgericht 1910)                                  |                                                         |                                                         |                                                         |                                                         |                                                         |  |  |                              |                            |                            |                            |                            |                            |  |  |
|                     |                     |                     |                     |                     |                     |  |  |                                                         |                                                         |                                                         |                                                         |                                                         |                                                         |  |  | Brunio (fusie 1912)          |                            |                            |                            |                            |                            |  |  |
|                     |                     |                     |                     |                     |                     |  |  |                                                         |                                                         |                                                         |                                                         |                                                         |                                                         |  |  |                              |                            |                            |                            |                            |                            |  |  |
|                     |                     |                     |                     |                     |                     |  |  | Rood Blauw (fusie 1912)                                 |                                                         |                                                         |                                                         |                                                         |                                                         |  |  |                              |                            |                            |                            |                            |                            |  |  |
|                     |                     |                     |                     |                     |                     |  |  |                                                         |                                                         |                                                         |                                                         |                                                         |                                                         |  |  |                              |                            |                            |                            |                            |                            |  |  |
|                     |                     |                     |                     |                     |                     |  |  | Sneek (naamswijziging 1914)                             |                                                         |                                                         |                                                         |                                                         |                                                         |  |  |                              |                            |                            |                            |                            |                            |  |  |
|                     |                     |                     |                     |                     |                     |  |  |                                                         |                                                         |                                                         |                                                         |                                                         |                                                         |  |  |                              |                            |                            |                            |                            |                            |  |  |
| Sparta (fusie 1918) | Sparta (fusie 1918) | Sparta (fusie 1918) | Sparta (fusie 1918) | Sparta (fusie 1918) | Sparta (fusie 1918) |  |  |                                                         |                                                         |                                                         |                                                         |                                                         |                                                         |  |  | Voorwaarts (fusie 1922)      | Voorwaarts (fusie 1922)    | Voorwaarts (fusie 1922)    | Voorwaarts (fusie 1922)    | Voorwaarts (fusie 1922)    | Voorwaarts (fusie 1922)    |  |  |
| Sparta (fusie 1918) | Sparta (fusie 1918) | Sparta (fusie 1918) | Sparta (fusie 1918) | Sparta (fusie 1918) | Sparta (fusie 1918) |  |  |                                                         |                                                         |                                                         |                                                         |                                                         |                                                         |  |  | Voorwaarts (fusie 1922)      | Voorwaarts (fusie 1922)    | Voorwaarts (fusie 1922)    | Voorwaarts (fusie 1922)    | Voorwaarts (fusie 1922)    | Voorwaarts (fusie 1922)    |  |  |
|                     |                     |                     |                     |                     |                     |  |  |                                                         |                                                         |                                                         |                                                         |                                                         |                                                         |  |  |                              |                            |                            |                            |                            |                            |  |  |
|                     |                     |                     |                     |                     |                     |  |  |                                                         |                                                         |                                                         |                                                         |                                                         |                                                         |  |  | Wit Zwart Sneek (fusie 2008) |                            |                            |                            |                            |                            |  |  |
|                     |                     |                     |                     |                     |                     |  |  |                                                         |                                                         |                                                         |                                                         |                                                         |                                                         |  |  |                              |                            |                            |                            |                            |                            |  |  |
|                     |                     |                     |                     |                     |                     |  |  | Sneek Wit Zwart (naamswijziging bij fusie 2008)         |                                                         |                                                         |                                                         |                                                         |                                                         |  |  |                              |                            |                            |                            |                            |                            |  |  |
|                     |                     |                     |                     |                     |                     |  |  |                                                         |                                                         |                                                         |                                                         |                                                         |                                                         |  |  |                              |                            |                            |                            |                            |                            |  |  |
|                     |                     |                     |                     |                     |                     |  |  | SWZ Boso Sneek (commerciële naamskoppeling 2011)        |                                                         |                                                         |                                                         |                                                         |                                                         |  |  |                              |                            |                            |                            |                            |                            |  |  |
|                     |                     |                     |                     |                     |                     |  |  |                                                         |                                                         |                                                         |                                                         |                                                         |                                                         |  |  |                              |                            |                            |                            |                            |                            |  |  |
|                     |                     |                     |                     |                     |                     |  |  | Sneek Wit Zwart (einde commerciële naamskoppeling 2020) | Sneek Wit Zwart (einde commerciële naamskoppeling 2020) | Sneek Wit Zwart (einde commerciële naamskoppeling 2020) | Sneek Wit Zwart (einde commerciële naamskoppeling 2020) | Sneek Wit Zwart (einde commerciële naamskoppeling 2020) | Sneek Wit Zwart (einde commerciële naamskoppeling 2020) |  |  | Black Boys (overstap 2021)   | Black Boys (overstap 2021) | Black Boys (overstap 2021) | Black Boys (overstap 2021) | Black Boys (overstap 2021) | Black Boys (overstap 2021) |  |  |
|                     |                     |                     |                     |                     |                     |  |  | Sneek Wit Zwart (einde commerciële naamskoppeling 2020) | Sneek Wit Zwart (einde commerciële naamskoppeling 2020) | Sneek Wit Zwart (einde commerciële naamskoppeling 2020) | Sneek Wit Zwart (einde commerciële naamskoppeling 2020) | Sneek Wit Zwart (einde commerciële naamskoppeling 2020) | Sneek Wit Zwart (einde commerciële naamskoppeling 2020) |  |  | Black Boys (overstap 2021)   | Black Boys (overstap 2021) | Black Boys (overstap 2021) | Black Boys (overstap 2021) | Black Boys (overstap 2021) | Black Boys (overstap 2021) |  |  |

## Erelijst
Algemeen amateurkampioen
in 1970
Sneek
Noordelijke districtsbeker
Winnaar in 2004, 2010
2004: Sneek, 2010: Sneek Wit Zwart
Kampioen Hoofdklasse C
in 2012 en 2015
SWZ Boso Sneek

## Competitieresultaten 2013–2021 (zaterdag)
| 5 5A |

| 13 4A |

| 8 5A |

| 7 5A |

| 5 5D |

| 1 5A |

| 1 4A |

| -- 3A |

| -- 3A |

| 3A |

| Derde klasse | Vierde klasse | Vijfde klasse |

### Competitieresultaten VV Sneek 1974–2005 (zaterdag)
| 6 2D |

| 6 2D |

| 4 2D |

| 4 2D |

| 4 2D |

| 7 2D |

| 1 2D |

|  |

|  |

|  |

|  |

|  |

|  |

|  |

|  |

|  |

|  |

| 7 4A |

| 12 4A |

| 7 |

| 3 |

| 6 |

| 12 |

| 2 5A |

| 6 5A |

| 5 5B |

| 10 5A |

| 9 5A |

|  |

| 8 7A |

| 2 7A |

| 8 6A |

| Vierde klasse | Vijfde klasse  | Hoofdklasse FVB   |
| Zesde klasse  | Zevende klasse | Tweede klasse FVB |

## Competitieresultaten 2009–2018 (zondag)
| 9 C |

| 11 C |

| 11 C |

| 1 C |

| 16 |

| 4 C |

| 1 C |

| 15 |

| 7 A |

| 13 A |

| 2 1F |

| -- 1F |

| -- 1F |

| Topklasse | Hoofdklasse | Eerste klasse |

### Competitieresultaten VV Sneek 1923–2008 (zondag)
| 1 3B |

| 2 2A |

| 1 2A |

| 1 2A |

| 4 2A |

| 1 2A |

| 2 2A |

| 4 2A |

| 2 2A |

| 1 2A |

| 8 |

| 8 |

| 6 |

| 9 |

| 7 |

| 8 |

| 4 |

| 4 |

| 8 |

| 8 |

| 10 |

| 10 |

|  |

| 4 |

| 4 |

| 6 |

| 5 |

| 3 |

| 6 1A |

| 12 1B |

| 11 1A |

| 13 1B |

| 2 2A |

| 5 1B |

| 8 1B |

| 4 1B |

| 7 1B |

| 3 1B |

| 12 1B |

| 7 1C |

| 10 1C |

| 4 1C |

| 4 1C |

| 2 1C |

| 1 1C |

| 2 1C |

| 4 1C |

| 1 1C |

| 3 1C |

| 6 1C |

| 5 1C |

| 6 1C |

| 9 B |

| 6 B |

| 2 B |

| 5 B |

| 4 B |

| 3 B |

| 10 B |

| 7 B |

| 11 B |

| 11 B |

| 11 B |

| 14 B |

| 2 1C |

| 2 1C |

| 2 1C |

| 2 1C |

| 3 1C |

| 8 B |

| 12 B |

| 10 1C |

| 1 2A |

| 2 1C |

| 2 1F |

| 5 C |

| 4 C |

| 6 C |

| 11 C |

| 13 C |

| 3 1F |

| 4 1F |

| 1 1F |

| 5 C |

| 10 C |

| 10 C |

| Hoofdklasse | Eerste klasse | Tweede klasse | Derde klasse |

In elke staaf van de grafiek staat van boven naar beneden vermeld: 
- Eindnotering

Dit is de positie die de club heeft bereikt in de competitie, zonder eventuele beslissings-, play-off- of nacompetitiewedstrijden die nodig zijn geweest om bijvoorbeeld de kampioen van de competitie te bepalen.
Indien een * achter het getal staat is de notering een tussenstand en kan het zijn dat de notering niet overeenkomt met de uiteindelijke eindstand van de competitie.
Staat er een - dan is het seizoen nog bezig en is er geen definitieve uitslag bekend.
Staat er xx op de positie van de notering, dan heeft de club vroegtijdig de competitie verlaten. Dit kan onder andere komen door terugtrekking van het team, faillissement van de club of door een uitgedeelde straf van de KNVB. In veel gevallen staat elders in het artikel de reden vermeld.
Staat er een ? dan is het resultaat uit het verleden onbekend, en is alleen de competitie of het niveau bekend van dat seizoen.
In de seizoenen 2019/20 en 2020/21 werd wegens de coronacrisis het amateurvoetbal afgebroken. Daardoor kennen deze staven geen eindklassering (middels -- weergegeven).
- Competitieniveau en afdelingsletter of Officiële eindstand Eredivisie
  - Competitieniveau en afdelingsletter

Hierbij geeft het getal het niveau weer, dat ook terug te vinden is in de legenda. De letter is de afdelingsaanduiding en wordt gebruikt wanneer er meer afdelingen zijn op hetzelfde niveau. De afdelingsletter is altijd een hoofdletter en wordt meestal zonder nummer gebruikt.
Voorbeeld: 2F is niveau 2e klasse competitie F.
Het competitieniveau en nummer wordt niet vermeld wanneer er slechts één competitie van dit niveau was.
  - Officiële eindstand Eredivisie (getal staat tussen haakjes vermeld)

Sinds de introductie van play-offwedstrijden voor Europees voetbal na afloop van de reguliere competitie in 2005/06, is de KNVB verplicht een eindstand van de Eredivisie door te geven aan de UEFA aan de hand van deze play-offwedstrijden.
Bij deze eindstand staan clubs die zich hebben gekwalificeerd voor Europees voetbal hoger dan clubs die zich niet wisten te kwalificeren. Indien er geen verschil was tussen de eindnotering en de officiële eindstand, staat dit getal niet vermeld.

- Onderafdeling

Hier staat afgekort de naam van de onderafdeling indien de club in dat jaar in een onderafdeling uitkwam. Tevens staat deze afkorting in de legenda en wordt gelinkt naar het artikel over deze onderafdeling. Deze afkorting wordt alleen vermeld wanneer de club in het verleden in verschillende onderafdelingen heeft gespeeld. Deze vermelding is in de staaf altijd in kleine letters. Deze onderafdelingen zijn na het seizoen 1995/96 afgeschaft. Heeft de club in slechts één onderafdeling gespeeld, dan is dit alleen terug te vinden in de legenda.
Onder de staaf staat het jaartal vermeld waarin het seizoen is afgesloten. 15 verwijst naar het seizoen 2014/15 of eventueel het seizoen 1914/15.
Wanneer een staaf leeg is, zijn deze gegevens niet bekend. Het kan ook zijn dat de club dat seizoen niet heeft meegespeeld op het hogere amateurniveau, vroegtijdig de competitie heeft verlaten of uit de competitie is gezet.

In het seizoen 1944/45 was er wegens de Tweede Wereldoorlog geen regulier competitievoetbal.

## Lijst van hoofdtrainers
Dit overzicht is mogelijk incompleet; u kunt helpen door het uit te breiden.
| Seizoen(en) | Naam            |
| ----------- | --------------- |
| 1969-1973   | Klaas Stoffels  |
| 1973-1979   | Gerrit Abma     |
| 1979-1984   | Arent Bekhof    |
| 1984-1985   | Henk Prinsen    |
| 1985-1986   | Bert Bouma      |
| 1986-1987   | Slobodan Zmiric |
| 1987-1992   | Harm Roossien   |
| 1992-1997   | Arent Bekhof    |
| 1997-1999   | Henk de Jong    |

| Seizoen(en) | Naam           |
| ----------- | -------------- |
| 1999-2000   | Henk Prinsen   |
| 2000-2001   | Wieb Rodenhuis |
| 2001        | Guido Pen *    |
| 2001-2002   | Harry Koenen** |
| 2002-2005   | Henk de Jong   |
| 2005-2006   | Hans Schrijver |
| 2006-2007   | Johan Rijpma * |
| 2006-2007   | Loet Boot **   |
| 2006-2007   | Hans Schrijver |

| Seizoen(en) | Naam           |
| ----------- | -------------- |
| 2007-2010   | Inne Schotanus |
| 2010-2014   | Johan Groote   |
| 2014-2017   | Berry Zandink  |
| 2017-2020   | Germ de Jong   |
| 2020-2021   | Hans de Jong   |
| 2021-heden  | Carlo Rietdijk |

* = vroegtijdig vertrokken, ** = ad interim

## Bekende (oud-)spelers
- Gert Abma
- Johan Abma
- Ype Anema
- Harvey Bischop
- Kassim Bizimana
- Charles de Bock
- Age Hains Boersma
- Max de Boom
- Robin Huisman de Jong
- André Roosenburg
- Sherida Spitse
- Jerrel Wolfgang
- Michel Vlap